# Al Berto
Al Berto, pseudónimo de Alberto Raposo Pidwell Tavares OSE (Coimbra, 11 de Janeiro de 1948 — Lisboa, 13 de Junho de 1997), foi um poeta, pintor, editor e animador cultural português. Existe uma escola secundária com o seu nome em Sines.

## Vida
Nascido no seio de uma família da alta burguesia (origem inglesa por parte da avó paterna). Um ano depois foi viver para o Alentejo. O pai morre cedo, num desastre de viação. Em Sines passa toda a infância e adolescência, até que a família decide enviá-lo para o estabelecimento de ensino artístico Escola António Arroio, em Lisboa.
A 14 de abril de 1967, refratário militar, foi viver para a Bélgica, onde estudou pintura na École Nationale Supérieure d’Architecture et des Arts Visuels (La Cambre), em Bruxelas. Após concluir o curso, decide abandonar a pintura em 1971 e dedicar-se exclusivamente à escrita.
Durante esse período viveu numa comunidade de artistas hippies e, na sequência de uma ligação com uma rapariga belga, teria sido pai de uma criança.
Regressa a Portugal a 17 de novembro de 1974 e escreve o primeiro livro inteiramente na língua portuguesa, À Procura do Vento num Jardim d'Agosto.
O Medo, uma antologia do seu trabalho desde 1974 a 1986, é editado pela primeira vez em 1987. Este veio a tornar-se no trabalho mais importante da sua obra e o seu definitivo testemunho artístico, sendo adicionados em posteriores edições novos escritos do autor, mesmo após a sua morte.
Deixou ainda textos incompletos para uma ópera, para um livro de fotografia sobre Portugal e uma «falsa autobiografia», como o próprio autor a intitulava.
Al Berto morreu em Lisboa, a 13 de Junho de 1997, de linfoma, aos 49 anos.
Em 2009 a Companhia de Teatro O Bando estreia no Teatro Nacional Dona Maria II, em Lisboa, um espectáculo intitulado A Noite a partir de Lunário, Três cartas da memória das Índias, Apresentação da noite, O Medo, À procura do vento num jardim d'Agosto e Dispersos. O espectáculo foi encenado por João Brites e interpretado por Ana Lúcia Palminha e Pedro Gil. Além de Lisboa, o espectáculo esteve ainda no Teatro da Cerca de São Bernardo em Coimbra e no espaço d'O Bando.
Em 2017, foi lançado o primeiro filme biográfico, Al Berto, realizado por Vicente Alves do Ó, que retrata uma relação amorosa do poeta com o irmão do realizador do filme em 1975.

## Obra

### Poesia
- Trabalhos do Olhar (1982)
- O Último Habitante (1983)
- Salsugem (1984)
- A Seguir o Deserto (1984)
- Três Cartas da Memória das Índias (1985)
- Uma Existência de Papel (1985)
- O Medo (Trabalho Poético 1974-1986) (1987)
- O Livro dos Regressos (1989)
- A Secreta Vida das Imagens (1990)
- Canto do Amigo Morto (1991)
- O Medo : Trabalho Poético 1974-1990 (1991)
- Luminoso Afogado (1995)
- Horto de Incêndio (1997)
- O Medo (1998)
- Degredo no Sul (2007)

### Prosa
- À Procura do Vento num Jardim d'Agosto (1977)
- Meu Fruto de Morder, Todas as Horas (1980)
- Lunário (1988)
- O Anjo Mudo (1993)
- Dispersos (2007)
- Diários (2012)

### Teatro
- Apresentação da Noite (1985)

### Artes
- Projectos 69 (2002)

## Homenagens
- Em 1988 recebe o  Prémio Pen Club de Poesia pela obra O Medo.
- A 10 de junho de 1992 foi feito Oficial da Ordem Militar de Sant'Iago da Espada.[4]